# Gaspard-François Edelinck
Pour les autres membres des familles, voir Edelinck.
Gaspard-François Edelinck, né vers 1652 à Anvers et mort en 1722 à Paris, est membre d'une famille de graveurs flamande partie travailler à Paris.

## Biographie
Il fait son apprentissage auprès de son frère Gérard Edelinck qui signe G. Edelinck ou Edelinck Eques les estampes qui sont entièrement de lui et Edelinck seulement lorsqu'il est aidé par son frère Gaspard. Celui-ci signe G. Edelink comme son frère aîné avec lequel on le confond quelquefois. Inférieur en talent aux autres membres de sa famille, il ne poursuit pas sa carrière de graveur. 
Il épouse Hélène Guyot, fille du marchand d'estampes Jean Guyot, le 3 août 1684 et meurt à Paris le 21 mai 1722. 

## Œuvre
De nombreuses illustrations et gravures lui sont attribuées

### Illustrateur
- Imitation de Jésus-Christ[5]
- Fables nouvelles dédiées au roy par M. de La Motte
- Histoire du cardinal Ximenès[6]

### Graveur
- Portrait de l'abbé George-Paul Andrault de Maulévrier-Langeron
- La famille de Darius aux pieds d'Alexandre, 1707[7]
- Le Déluge d'après Alessandro Turchi dit Véronèse, est une œuvre commune aux trois frères Edelinck[8]; Gaspard-François l’achève après la mort de son frère Jean[9]

Quelques gravures de Gaspard-François Edelinck
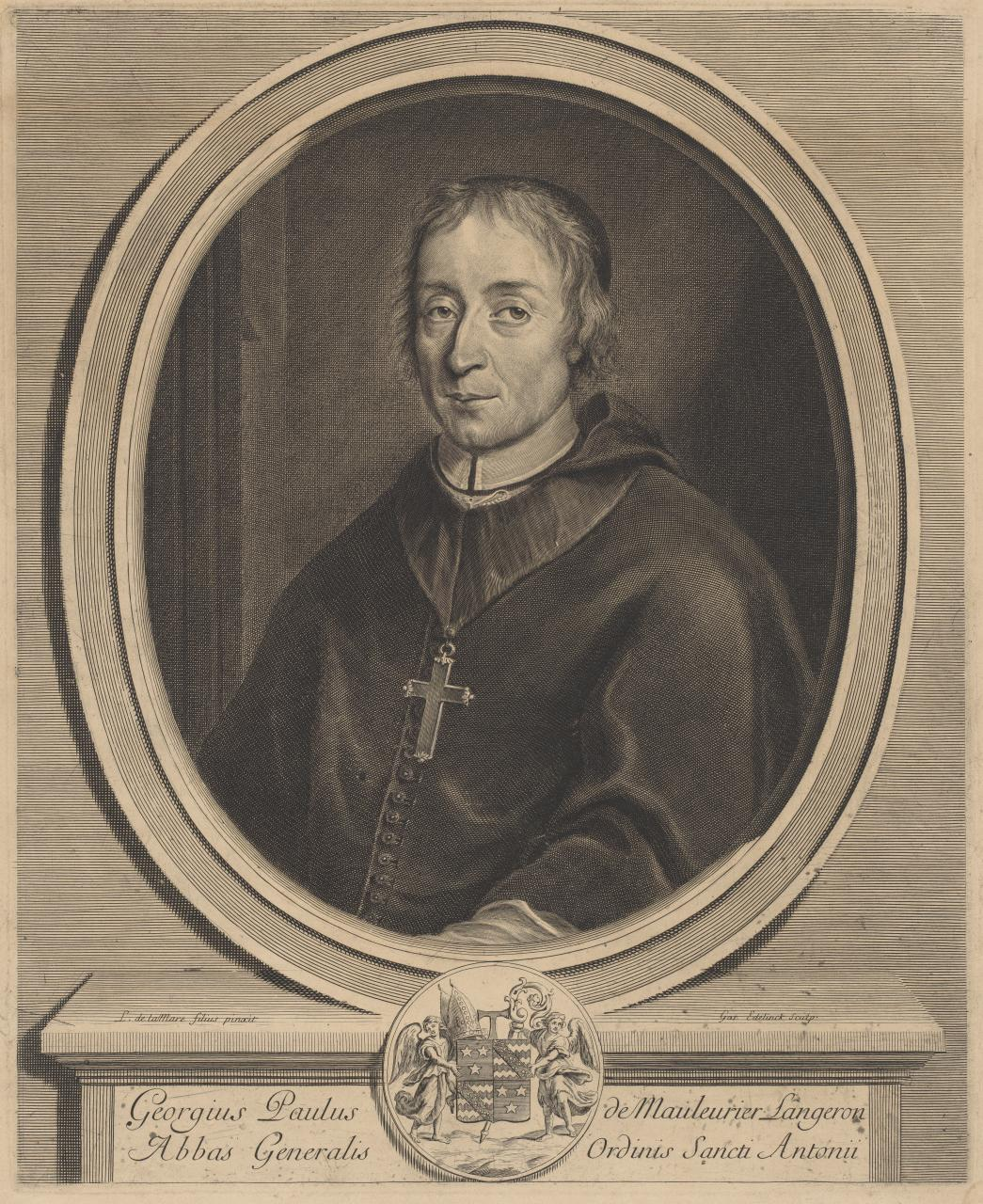
George-Paul Andrault de Maulévrier-Langeron
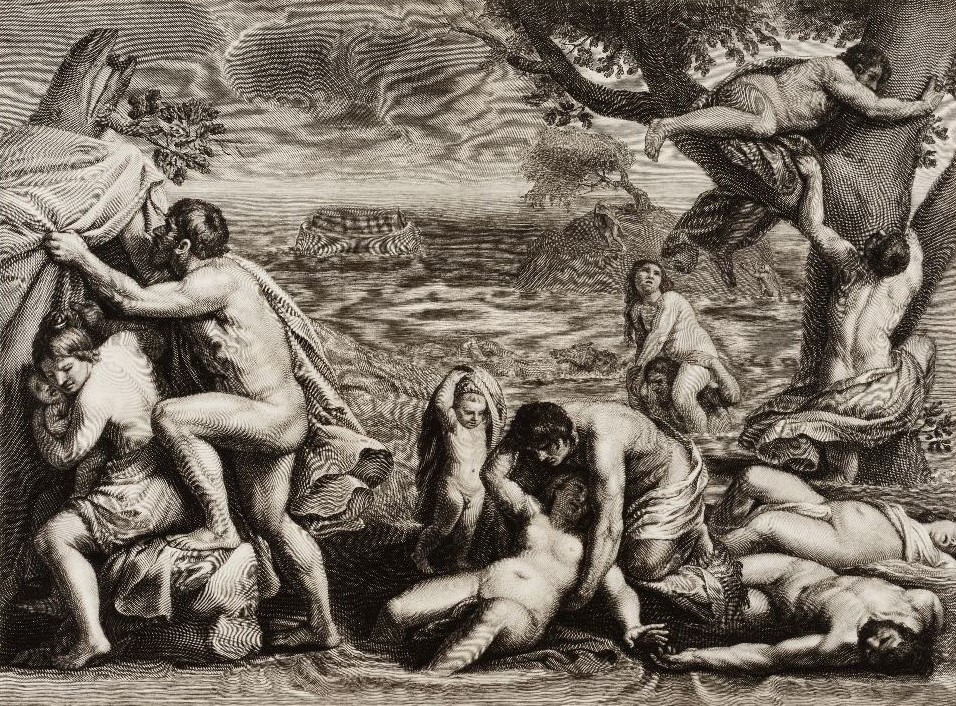
Le Déluge des frères graveurs Edelinck d'après Alessandro Turchi